# Capriano del Colle
Capriano del Colle (Cavreà in dialetto bresciano) è un comune italiano di 4 847 abitanti della provincia di Brescia in Lombardia. Tra il 1927 e il 1957 ebbe il nome di Capriano Azzano in quanto nello stesso periodo inglobò il comune di Azzano Mella.
Comprende le pendici orientali del Monte Netto, zona di produzione della DOC Capriano del Colle e protetto dal parco regionale omonimo.

## Geografia fisica
L'abitato principale e la frazione di Fenili Belasi sorgono alle pendici del Monte Netto, detto anche Colle di Capriano, il quale si tratta di un isolato terrazzo argilloso rossastro che si eleva per 15-35 metri dalla pianura circostante.
Il territorio in pianura è bagnato dal fiume Mella, il cui corso funge da confine coi vicino comuni di Castel Mella, Azzano Mella e Dello. La località Fenili Belasi è inoltre attraversato dal Garzetta, ramo orientale del torrente Garza.
- Classificazione sismica: zona 3 (sismicità bassa)[5].

### Clima
Il clima a Capriano del Colle è caldo e temperato, con piovosità significativa durante tutto l'anno.
La temperatura media annuale è di 13,1 °C, essendo luglio il mese con temperature più alte (28,1 °C) e gennaio il mese con temperature più basse (-0,5 °C).
La piovosità media annuale è di 1091 mm. In particolare le piogge sono più scarse nel mese di gennaio (54 mm) e più abbondanti nel mese di novembre (125 mm).
| [ 6 ]               | Mesi | Mesi | Mesi | Mesi | Mesi | Mesi | Mesi | Mesi | Mesi | Mesi | Mesi | Mesi | Stagioni | Stagioni | Stagioni | Stagioni | Anno  |
| [ 6 ]               | Gen  | Feb  | Mar  | Apr  | Mag  | Giu  | Lug  | Ago  | Set  | Ott  | Nov  | Dic  | Inv      | Pri      | Est      | Aut      | Anno  |
| ------------------- | ---- | ---- | ---- | ---- | ---- | ---- | ---- | ---- | ---- | ---- | ---- | ---- | -------- | -------- | -------- | -------- | ----- |
| T. max. media (°C)  | 6,8  | 8,7  | 13,4 | 17,3 | 21,6 | 26,1 | 28,1 | 27,7 | 22,7 | 17,5 | 11,8 | 7,3  | 7,6      | 17,4     | 27,3     | 17,3     | 17,4  |
| T. min. media (°C)  | −0,5 | −0,1 | 2,7  | 6,5  | 11,0 | 15,7 | 18,3 | 18,4 | 14,7 | 10,6 | 5,6  | 0,8  | 0,1      | 6,7      | 17,5     | 10,3     | 8,6   |
| Precipitazioni (mm) | 54   | 59   | 67   | 96   | 106  | 100  | 87   | 96   | 115  | 119  | 125  | 67   | 180      | 269      | 283      | 359      | 1 091 |

## Origini del nome
Secondo quanto riportato da Mazza (1986), il toponimo potrebbe derivare dal personale latino Caprius o Caprilius. Avanza inoltre l'ipotesi che il termine possa aver avuto origine dal latino cavra, se si considera che l'altura del Monte Netto fu per molti secoli un terreno utilizzato come pascolo per le capre.

## Storia

### Epoca medievale e veneta
Secondo Mazza (1986) il paese ha origini medievali: esso si formò attorno ad un castello, posto sulle pendici occidentali del Monte Netto, e ad una cappella dedicata a San Michele, la quale era una diaconia dipendente dalla pieve di Azzano Mella.
Secondo gli studi di Sandro Guerrini riportati sempre da Mazza (1986), a Capriano furono presenti in tempi diversi due castelli. Quello vecchio fu sede dei Confalonieri, feudatari vescovili della Pieve di Azzano, nonché capi dell'esercito vescovile, carica che li rese una delle famiglie più potenti nella corte del Vescovo-conte bresciano. Presso le località di Movico e di Torricello furono presenti altri castelli.
Nel XII secolo, la diaconia di San Michele entrò a far parte del capitolo della Cattedrale bresciana, come attestato da coeve bolle papali. Il capitolo ebbe il diritto di nominare un sacerdote o un chierico per la cura delle anime; tuttavia fino alla prima metà del Cinquecento il titolare non abitò in paese.
La presenza di un Comune è dimostrata dall'Estimo Visconteo del 1385 che lo inseriva nella quadra detta di Capriano con Mairano. L'istituto possedeva un vasto territorio, ma era molto povero tanto che fu privo di dipendenti, ad eccezione del massaro.
Nel 1427, il paese entrò a far parte della Repubblica di Venezia, come il resto del territorio bresciano. Fu assegnato alla quadra di Bagnolo a cui appartenne fino al 1797. Nel 1483 fu occupato brevemente dagli Sforza.
Secondo quanto riportato dal Da Lezze nel suo Catastico bresciano (1610), la cappella di San Michele risulta già eretta a Parrocchia: nei secoli precedenti aveva anche inglobato la diaconia dedicata San Lorenzo e le cappelle di Fenili Belasi e Pontegatello. Nel 1675, la fabbrica fu completamente ricostruita sulla base di un progetto steso dall'architetto Groppi.

### Epoca napoleonica e asburgica
Nel marzo 1797, il comune entrò a far parte della Repubblica Bresciana. Nel maggio fu assegnato al Cantone di Garza occidentale e in tale contesto rimase quando l'effimera repubblica confluì nel Dipartimento del Mella della Cisalpina. Nel maggio dell'anno seguente fu inquadrato nel Distretto del Monte di cui fu anche capoluogo. Nell'ottobre successivo fu poi inserito nel Distretto del Garza occidentale con la denominazione di Capriano e Pontegatello.
Dopo la parentesi dell'invasione austro-russa (1799), il comune ritornò alla Cisalpina. Nel maggio 1801, la repubblica napoleonica procedette ad una nuova riorganizzazione: il comune fu assegnato al Distretto III di Verola Alghisi.
In tale contesto rimase sotto la Repubblica Italiana. Con la riorganizzazione del napoleonico regno d'Italia (giugno 1805) si modificarono anche i confini del territorio comunale: Pontegatello fu assegnato ad Azzano, mentre Capriano ottenne in cambio la frazione di Movico, in precedenza assegnata al comune di Corticelle. Con Decreto 8 giugno 1805, il comune di Capriano con Movico fu quindi inglobato all'interno del Cantone III di Brescia, a sua volta appartenente al Distretto I, con capoluogo omonimo, del Dipartimento del Mella. Fu inoltre categorizzato all'interno della Terza Classe.
Nel 1810, il comune ricevette i territori dei soppressi comuni di Azzano con Pontegatello e di Corticelle. La denominazione fu convertita nel più semplice Capriano. La nuova municipalità fu quindi assegnata al Cantone II di Brescia del Distretto I, con capoluogo omonimo, del Dipartimento del Mella.
Con la caduta di Napoleone, il Congresso di Vienna (1814-1815) assegnò il territorio bresciano al Regno Lombardo-Veneto, a sua volta dipendente dall'Impero austriaco degli Asburgo. Privato dei territori di Azzano con Pontegatello e Corticelle, ritornati autonomi, a seguito della notificazione del 1816 fu inserito nel Distretto III di Bagnolo appartenente alla Provincia di Brescia.
Nel 1847 Santa Maria Crocefissa di Rosa istituì l'oratorio femminile.

### Dopo l'Unità d'Italia
A seguito degli eventi della Seconda guerra d'indipendenza italiana (1859), il territorio bresciano entrò a far parte del Regno di Sardegna (dal 1861 Regno d'Italia). Secondo il Decreto Rattazzi, il comune di Capriano fu assegnato al mandamento V di Bagnolo appartenente al circondario I di Brescia dell'omonima provincia. Nel 1862, con Regio Decreto 5 ottobre 1862, n. 879, il toponimo fu trasformato in Capriano del Colle allo scopo di essere distinto da altre municipalità omonime.
Con Regio decreto 17 novembre 1927, n. 2216, il vicino comune di Azzano Mella fu soppresso e il suo territorio fu incorporato in quello di Capriano. Contestualmente la denominazione della municipalità fu cambiata in Capriano Azzano. Nel 1957, fu effettuata l'operazione contraria, per la quale fu restituita ad Azzano l'autonomia.

### Simboli
Lo stemma e il gonfalone sono stati concessi con decreto del presidente della Repubblica del 26 dicembre 1963.
(D.P.R. del 26 dicembre 1963)
Il gonfalone è un drappo partito di giallo e di azzurro.

## Monumenti e luoghi d'interesse

### Architetture religiose
- Chiesa di San Michele: parrocchiale di epoca secentesca, completata nel 1675 su progetto dell'architetto Gianbattista Groppi. All'interno è presente un'Ultima Cena del Cossali. La torre campanaria, costruita nel 1737 è opera di Antonio Corbellini.
- Santuario Madonna della Neve: la fabbrica originaria è del XII secolo con rimaneggiamenti e restauri successivi. All'interno è presente una pala raffigurante la Madonna con Bambino che appare a papa Liberio, opera del Bagnadore datata 1593, e due affreschi rappresentanti San Rocco e San Carlo.

### Architetture civili

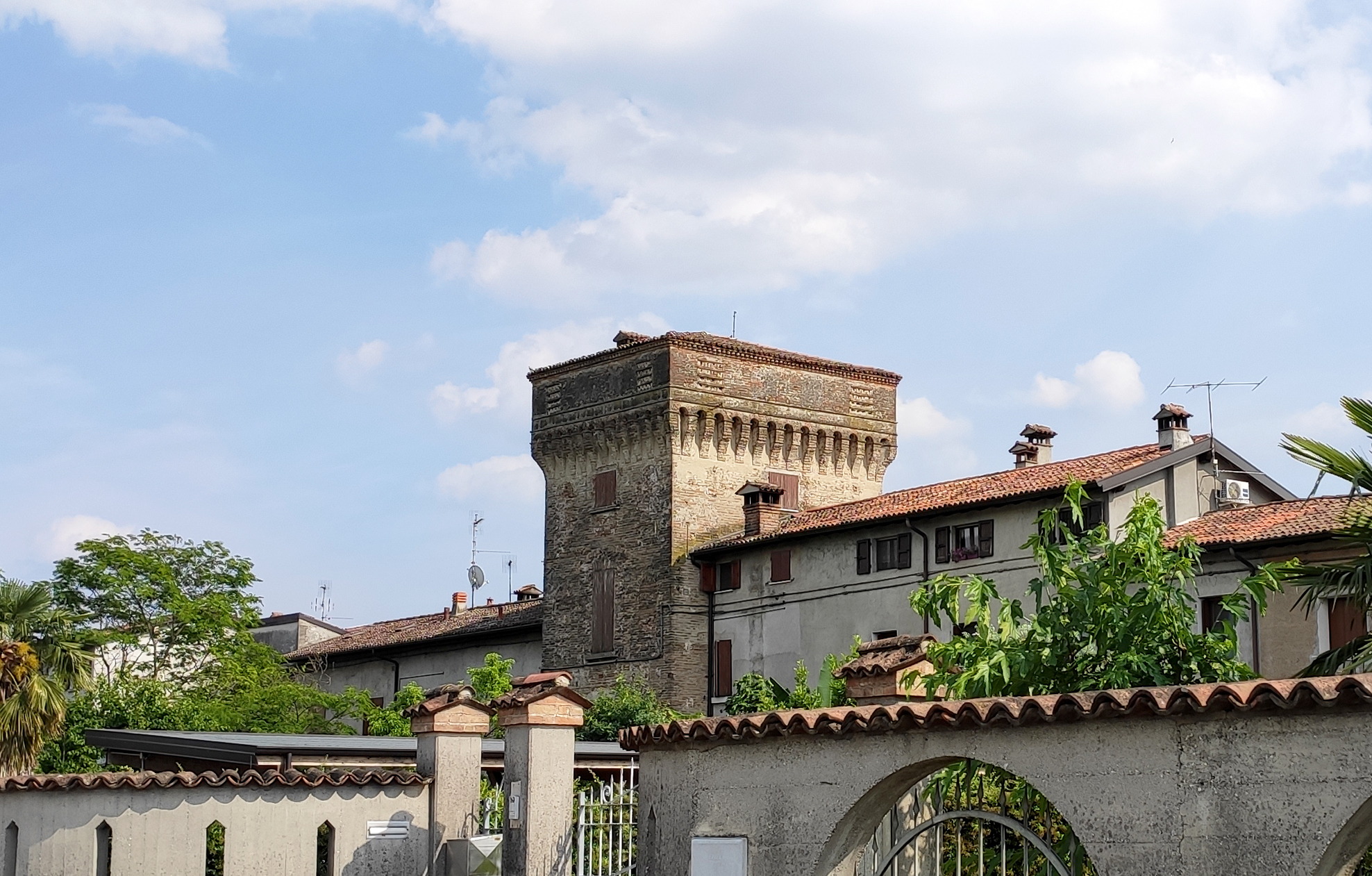
La cinquecentesca Torre Avogadro

- Palazzo Bocca-Vergine: è una costruzione disarticolata che sorge dove anticamente era posto il castello nuovo e che si eleva sulla parte più alta del paese dominando la piazza.
- Villa Belasi: si trova nella frazione di Fenili Belasi e trae nome dalla famiglia che lo costruì. Si tratta di un palazzo nobiliari ad impianto secentesco con caratteristica colombara. La facciata antistante la strada è piuttosto semplice e dotata di portale bugnato. Quella interna, invece, è caratterizzata da un porticato a sei luci.
- Torre Avogadro: costruita nel Cinquecento dai Bornati e poi da questi venduta agli Avogadro al termine del medesimo secolo. Da questa famiglia fu usata come casino di caccia. È nota anche col nome di Cascina Torrazza.

## Società

### Lingua e dialetto
Nel territorio di Capriano del Colle, accanto all'italiano, è parlata la lingua lombarda prevalentemente nella sua variante di dialetto bresciano.

### Evoluzione demografica
Abitanti censiti

## Geografia antropica
Oltre all'abitato sede comunale, Capriano del Colle possiede una frazione, Fenili Belasi, e diverse località e cascine.

### Fenili Belasi
Frazione che sorge lungo la strada provinciale IX detta Quinzanese alle pendici occidentali del Monte Netto.
In epoca veneta fu terra esente e quindi feudo. Probabilmente fu retto brevemente in comune nel Seicento, dato che fu presente nell'Elenco dei comuni del Territorio di Brescia redatto nel 1679, ma non in quello edito nel 1766.

### Movico
Da Maconis Vicus è una località posta sulla riva sinistra del Mella, lungo la strada provinciale che collega Quinzanello a Bagnolo Mella.
Secondo Paolo Guerrini (1955) fu una corte di origine romana, posseduta dal Monastero di Santa Giulia a cavallo dell'anno Mille.
In epoca veneta fu comune autonomo, assegnato prima alla quadra di Bagnolo e poi a quella di Mairano. Stando all'Elenco dei comuni del Territorio di Brescia del 1679, la municipalità fu poi associata a Corticelle cui rimase legata fino al 1805, quando con la Legge 8 giugno 1805 il territorio fu assegnato a Capriano per istituire il comune di Capriano con Movico.

### Torricello
Località posta a settentrione di Movico, a cui storicamente appartenne quando quest'ultima si resse in municipalità autonoma. Ad essa appartengono vari cascinali come la cascina omonima, la Stallotto, la Bargnanina, la Bona e la Tre Camini.

## Amministrazione
| Periodo           | Periodo           | Primo cittadino           | Partito                                     | Carica      | Note          |
| ----------------- | ----------------- | ------------------------- | ------------------------------------------- | ----------- | ------------- |
| 1974              | 7 giugno 1993     | Santo Possi               | Democrazia Cristiana                        | Sindaco     |               |
| 7 giugno 1993     | 15 maggio 2001    | Remo Basciano             | lista civica di centro-sinistra (PDS/Ulivo) | Sindaco     | [ 23 ]        |
| 15 maggio 2001    | 16 maggio 2011    | Alberto Tullio Lussignoli | lista civica di centro-destra (CdL)         | Sindaco     | [ 24 ] [ 25 ] |
| 16 maggio 2011    | 6 giugno 2016     | Claudio Lamberti          | lista civica di centro-sinistra (PD)        | Sindaco     | [ 26 ]        |
| 6 giugno 2016     | 12 ottobre 2019   | Edoardo Spagnoli          | lista civica di centro-destra (Lega-FI)     | Sindaco     | [ 26 ] [ 27 ] |
| 12 ottobre 2019   | 22 settembre 2020 | Stefano Simeone           |                                             | Commissario |               |
| 22 settembre 2020 | in carica         | Stefano Sala              | lista civica di centro-destra (Lega-FI)     | Sindaco     | [ 28 ]        |